# Michail Vasil'evič Pevcov
Michail Vasil'evič Pevcov (in russo Михаил Васильевич Певцов?; Novgorod, 21 maggio 1843 – San Pietroburgo, 25 febbraio 1902) è stato un militare ed esploratore russo.

## Biografia

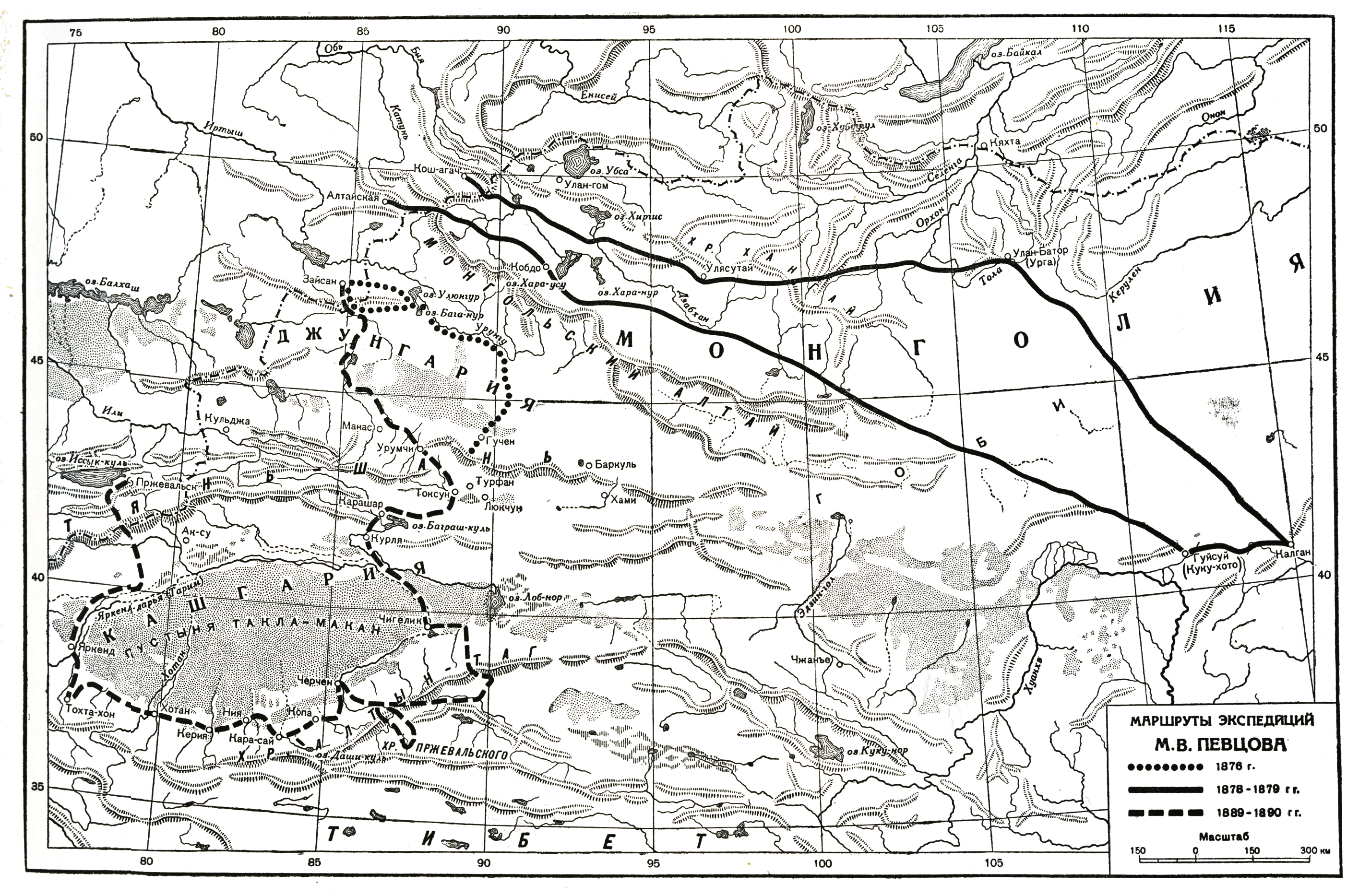
I viaggi compiuti dal colonnello Pevcov in Asia

Pevcov nacque a Novgorod da una famiglia nobile locale. Rimasto orfano dei genitori a soli sette anni, venne cresciuto da alcuni suoi parenti a San Pietroburgo dove frequentò il liceo e poi la scuola per cadetti a Voronež. Eccellendo in matematica e in geografia, attirò su di sé l'attenzione del generale barone Andrej Ivanovič Del'vig, il quale fu suo patrono nell'ingresso nell'accademia militare Nicola. Venne quindi assegnato al 29º reggimento fanteria di stanza a Tula nel 1862 e venne poi trasferito in Polonia per sopprimere le rivolte scoppiate in loco l'anno successivo.
Si trovava a Varsavia quando incontrò quella che divenne poi sua moglie, Marija Renast. Tornato a San Pietroburgo frequentò gli incontri della Società Imperiale Russa di Geografia, divenendone membro nel 1867. Nel 1868 entrò nello staff di direzione dell'accademia militare Nicola. Nel 1875 venne posto di stanza ad Omsk agli ordini del generale Ivan Fëdorovič Babkov, cogliendo l'occasione per studiare kazako e arabo. Nel 1876 ottenne il permesso di condurre la sua prima spedizione in Zungaria. Pevcov fece delle osservazioni astronomiche e meteorologiche nel corso dei suoi viaggi e produsse delle prime mappe dell'area. Nel 1878 guidò delle spedizioni in Mongolia occidentale e nelle regioni settentrionali della Cina. Nel 1889 si recò per la prima volta in Tibet. Dopo la morte di Nikolaj Michajlovič Prževal'skij, ne ottenne il posto. Venne accompagnato nel corso dei suoi viaggi da Vsevolod Roborovskij e da Pëtr Kozlov.
Negli ultimi anni della sua vita risentì di problemi di salute e di debiti. Morì a San Pietroburgo e venne sepolto nel cimitero Smolenskij.

## Opere
- (DE)  M. V. Pevtsov, Wo man mit Ziegeltee bezahlt. Bericht einer Reise durch die Mongolei und die nördlichen Provinzen des inneren China., Leipzig, VEB F.A. Brockhaus, 1953